# 黑田bb
黑田bb（くろだ ビービー、7月28日— ），日本女性漫画家、插画家。舊筆名為bb（2009年10月改名）。
2006年至2010年間於網站「萌！秋叶人博客（萌えよ! アキバ人ブログ）」连载並出版了，後因繁忙，作品交由其他作畫者延續連載至2013年結束。后来她主要创作四格漫画。亦开始创作剧情漫画，轻小说插画等。
2011年，作品《A Channel》改編為電視動畫播出。

## 主要作品

### 漫画
- 图画的四帧漫画（フィギュアのフィーたん4コマ）トイズプランニング出版，单行本
- A Channel（Aチャンネル）Manga Time Kirara Carat
- 手機小女子H（ケータイ小女子H）ゲーマガ（日语：ゲーマガ）[3]
- 亞麻理的日常（あまりまわり）月刊Comic電擊大王[4]

### 動畫
- 向陽素描×☆☆☆ 第5話片尾插畫
- 刀劍神域 第13話片尾插畫
- YUYU式 第1話片尾插畫
- 我的妹妹哪有這麼可愛。 第11話片尾插畫
- T寶的悲慘日常 覺醒篇 第7話角色設計（A部分）
- 幸腹塗鴉 第10話片尾插畫
- 請問您今天要來點兔子嗎？？ 第7話片尾插畫
- 廢天使加百列 第4話片尾插畫
- 三者三葉 第11話片尾插畫

### 插画
- 小學星公主（小学星のプリンセス☆）饼月望著、Super Dash文库
- 成长！玛利亚（そだてて!まりあ）わかつきひかる著、Super Dash文库